# Кэмпбелл, Али
А́листер И́ан Кэ́мпбелл (А́ли Кэ́мпбелл; англ. Alistair Ian Campbell; род. 15 февраля 1959 года, Бирмингем, Англия) — британский певец, автор песен, бывший вокалист и основатель регги-группы UB40, в 2008—2014 годах занимавшийся сольной карьерой. Участник группы UB40 fеaturing Ali Campbell & Astro. Брат гитариста группы UB40 Робина Кэмпбелла и нынешнего её фронтмена Дункана Кэмпбелла, сын известного британского фолк-певца Иана Кэмпбелла (Ian Campbell Folk Group), племянник фолк-певицы Лорны Кэмпбелл.

## Музыкальная карьера
В течение 30 лет (1978—2008) участник UB40.
В 2009 году принял участие в туре группы сыновей Боба Марли Зигги и Стивена, заменив недавно перенесшего операцию Стивена.
В настоящее время (январь 2020 года) является главным вокалистом группы UB40 ft Ali Campbell & Astro. В начале февраля группа выступила в Найроби, Кения. На май 2020 года запланированы выступления на фестивале в Бате и на фестивале «Пляжная жизнь» в Редондо-Бич.

## Дискография
- Big Love (1995)
- Running Free (2007)
- Flying High (2009)[6]
- Great British Songs (2010)
- Silhouette (with Astro and Mickey) (2014) UK No. 18

UB40 featuring Ali, Astro & Mickey
- A Real Labour of Love (2018), UMC UK No. 2
- Unprecedented (2020)